# 铁路街道 (通辽市)
铁路街道，是中华人民共和国内蒙古自治区通辽市科尔沁区下辖的一个街道办事处。

## 行政区划
铁路街道下辖以下地区：
铁兵楼社区、永安桥社区、铁中北社区、安顺社区、天桥社区、二六八社区、枫景社区和民主桥社区。